# Maurice Bourdet
Pour les articles homonymes, voir Bourdet.
Maurice Bourdet, né à Marseille le 9 avril 1902 et mort  en déportation à Brême (Allemagne) le 19 novembre 1944, fut un pionnier de la presse radiodiffusée et un  résistant français.

## Biographie
Avant-guerre, Bourdet est rédacteur en chef du Journal parlé du Poste Parisien. Pendant l'Occupation, il refuse de mettre sa popularité et son talent au service de la Collaboration.
Sa maison de Versailles devient un lieu de réunions de résistants. À la demande de Robert Guédon, Bourdet, aidé de Jacques Dhont, François de La Noë et Jacques Lecompte-Boinet, prépare de futures émissions radiophoniques clandestines, Paul Dussauze ayant conçu un émetteur clandestin en principe capable de déjouer la goniométrie ennemie. 
Maurice Bourdet échappe au coup de filet qui coiffe Combat Zone Nord. Ayant poursuivi ses activités de résistant, il est arrêté et emprisonné au camp de Royallieu à Compiègne où il rencontre un homonyme, l'écrivain et journaliste Claude Bourdet.
Déporté en Allemagne le 15 juillet 1944, Maurice Bourdet meurt au camp du chantier naval de Bremen-Farge, kommando du KL Neuengamme. 

## Hommages
Une rue porte son nom dans le 16e arrondissement de Paris (entre la Maison de la Radio et le pont de Grenelle) et une dans le 1er arrondissement de Marseille, sa ville natale.
Un timbre français à 30 centimes gris a été gravé à son nom en 1962. Il porte le n° YT 1329.

## Archives
- Inventaire du fonds Maurice Bourdet conservé à La contemporaine.